# باتريك مكنيل
باتريك مكنيل هو لاعب هوكي الجليد كندي، ولد في 17 مارس 1987 في ستراثوري كاردوك في كندا.

## وصلات خارجية
- باتريك مكنيل على موقع دوري الهوكي الوطني (الإنجليزية)
- باتريك مكنيل على موقع EliteProspects.com (الإنجليزية)
- باتريك مكنيل على موقع HockeyDB.com (الإنجليزية)